# (16272) 2000 JS55
A (16272) 2000 JS55 a Naprendszer kisbolygóövében található aszteroida. A LINEAR projekt keretében fedezték fel 2000. május 6-án.